# Шестаков, Сергей Алексеевич
Сергей Алексеевич Шестаков (род. 29 января 1962 года, Москва) — российский поэт и педагог.

## Биография
Родился в семье преподавателя механико-математического факультета МГУ. Окончил механико-математический факультет МГУ им. М. В. Ломоносова по специальности механика в 1984 году. Работал геологом, ночным комендантом, инженером на оборонном предприятии, преподавал высшую математику в пединституте.
С 1988 года — учитель математики средней школы. Автор и соавтор около ста статей по методике и проблемам преподавания математики в средней школе (опубликованных в журналах «Математика в школе», «Вопросы тестирования», «Математика для школьников», «Первое сентября» и др.) и более 80 учебных пособий. Серия интерактивных мультимедийных учебных пособий «Все задачи школьной математики» под редакцией С. А. Шестакова (издательство «Просвещение МЕДИА» совместно с издательством «Новый диск») получила диплом «Книга года 2003» в номинации «Мультимедиа». Отличник народного просвещения (1994), Учитель года Москвы (1994), лауреат грантов Правительства Москвы в сфере образования (2006) и в сфере наук и технологий (2008), победитель конкурса лучших учителей России (2015), проводимого в рамках приоритетного национального проекта «Образование». Заслуженный учитель РФ (2004).

## Литературное творчество
Первый сборник стихотворений вышел в свет в 1993 году, первая журнальная публикация подборки стихотворений — 2003 год. Дипломы премии «Московский счёт» за лучшую поэтическую книгу года (2011 год — за книгу «Схолии», 2015 год — за книгу «Другие ландшафты», 2016 год — за книгу «Короткие стихотворения о любви» — Специальная премия). С 2005 года — заместитель главного редактора литературно-общественного журнала «Новый берег» (Копенгаген).
Стихотворения публиковались в журналах «Волга», «Звезда», «Знамя», «Нева», «Новый берег», «Новый журнал», «Новый мир», «Урал», «Шо», «Литературной газете», других периодических изданиях, альманахах и интернет-изданиях, переводились на английский, белорусский, венгерский, немецкий, украинский, французский языки. Автор семи сборников стихотворений: «Стихотворения» (М.: Весть-Вимо, 1993), «Стихотворения (вторая книга)» (М.: Христианское издательство, 1997), «Непрямая речь» (М.: ВОДОЛЕЙ PUBLISHERS, 2007), «Схолии» (М.: Atelier Ventura, 2011), «Другие ландшафты» (М.: atelier ventura, 2015), «Короткие стихотворения о любви» (М.: Водолей, 2016), «Ворота и мосты» (М.: МЦНМО, 2021). В 2015 году вышел аудио-диск «Мысли Бо Фу» с песнями на стихи Сергея Шестакова, музыку к которому написала Анастасия Зеленина.

## Награды и премии
- Награждён медалью Ордена «За заслуги перед Отечеством 2-й степени» (1995).[3]
- Заслуженный учитель РФ (2004).